# Cambeses (Barcelos)
Cambeses o Couto de Cambeses es una freguesia portuguesa del concelho de Barcelos, con 3,41 km² de área y 1346 habitantes (2001). Densidad de población: 394,7 hab/km².

## Patrimonio

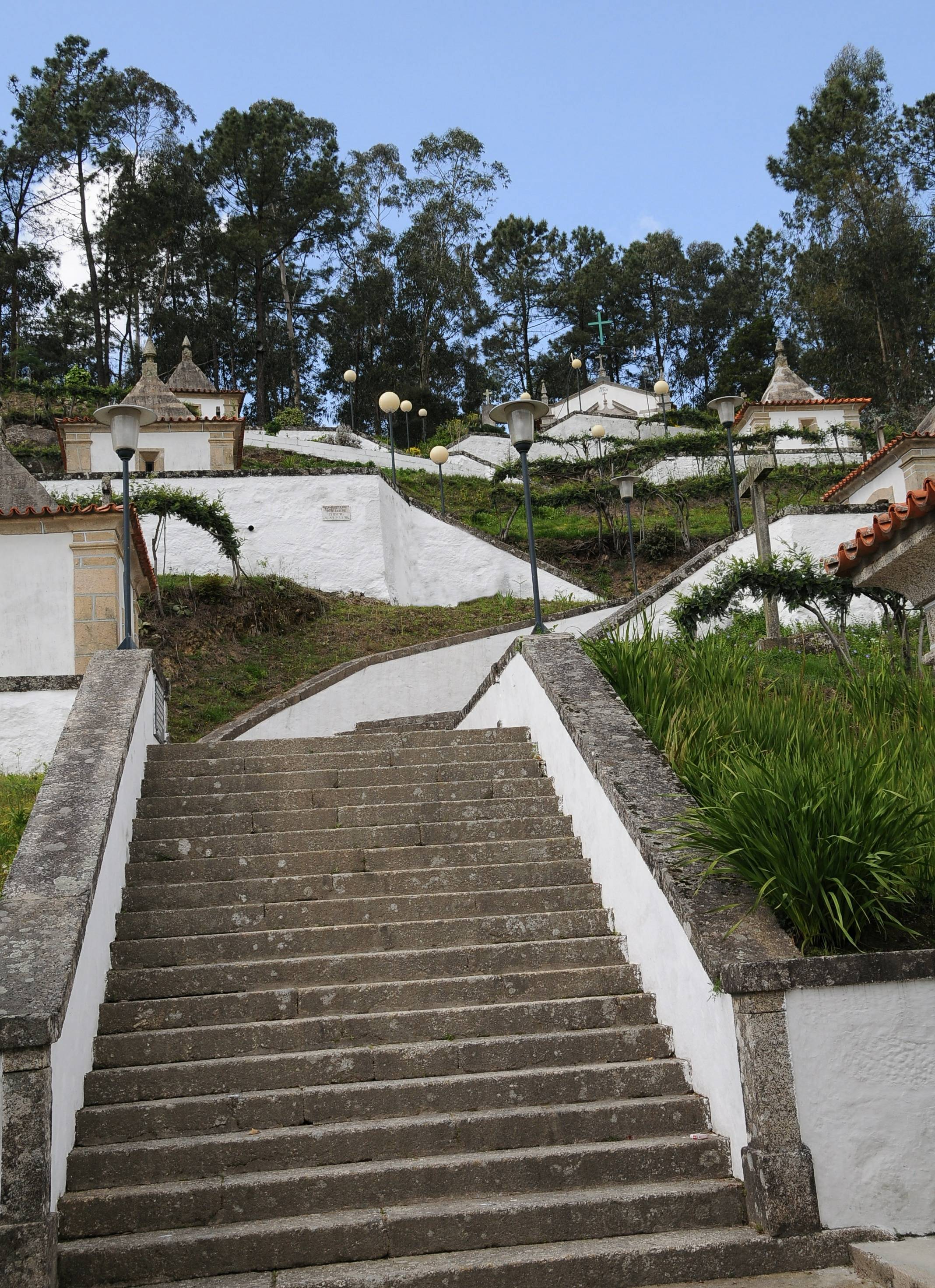
Monte do Bom Jesus.

El Monte do Bom Jesus es un santuario constituido por 7 capillas, con decenas de estatuas a tamaño real, representando la Pasión de Cristo, anteriormente pertenecientes a las capillas del Bom Jesus de Braga.